# Philonotula strictiuscula
Philonotula strictiuscula là một loài rêu trong họ Bartramiaceae. Loài này được Müll. Hal. mô tả khoa học đầu tiên năm 1897.